# Torre Le Nocelle
Torre Le Nocelle es uno de los 119 municipios o comunas ("comune" en italiano) de la provincia de Avellino, en la región de Campania. Con cerca de 1.200 habitantes, tiene una superficie de 10 km² con una densidad de población de 118 hab/km². Linda con los municipios de Mirabella Eclano, Montemiletto, Pietradefusi, Taurasi y Venticano.

## Demografía
| Gráfica de evolución demográfica de Torre Le Nocelle entre 1861 y 2001 |
|                                                                        |
| Fuente ISTAT - elaboración gráfica de Wikipedia                        |